# UN-Sonderbeauftragter für Osttimor

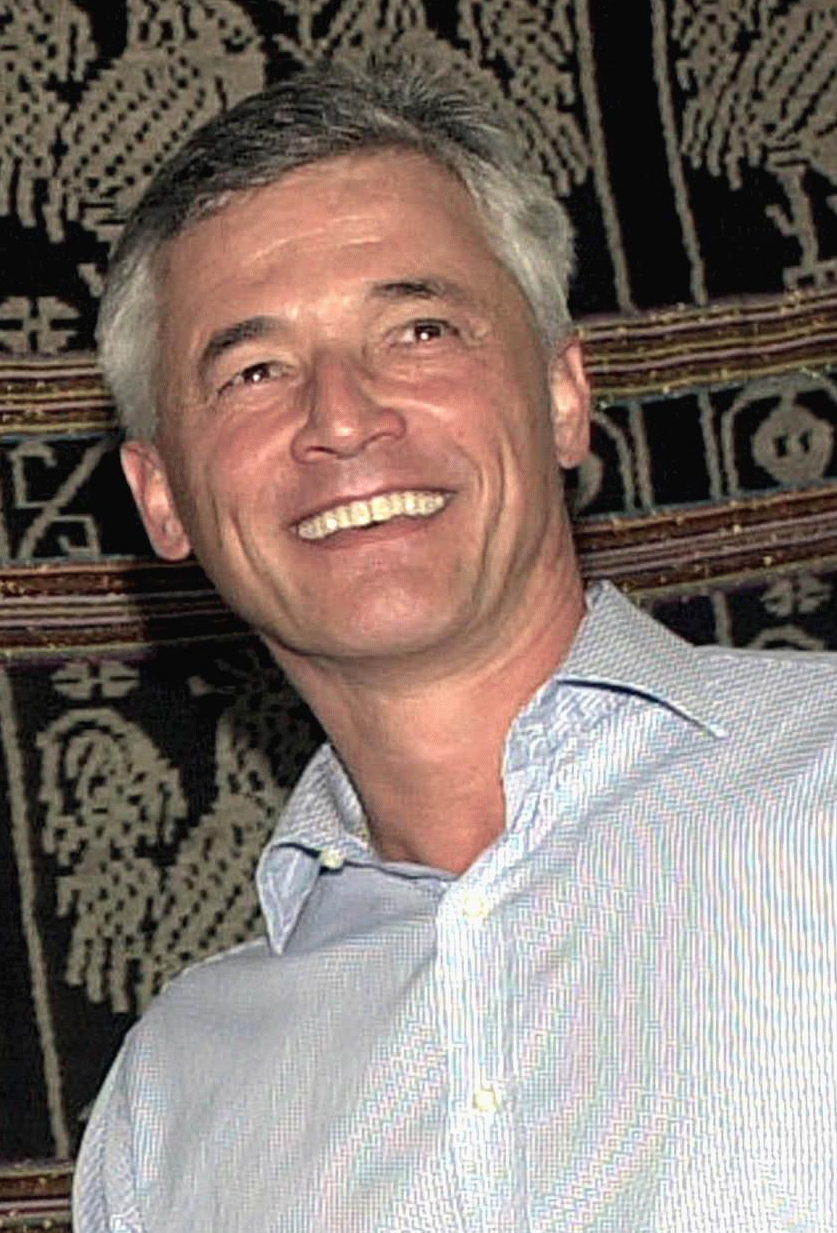
Sérgio Vieira de Mello, 2002

Der UN-Sonderbeauftragte für Osttimor (englisch Special Representative of the Secretary-General for East Timor) leitete die Mission der Vereinten Nationen in Osttimor.
Erster Inhaber dieses Amtes war der Brite Ian Martin zwischen Mai und November 1999. Er sollte als Chef der UNAMET das Unabhängigkeitsreferendum in Osttimor 1999 umsetzen, das aber zu einer letzten Gewaltwelle der indonesischen Besatzung führte. Ab dem 20. September landeten Truppen der INTERFET in Osttimor, um im Land wieder für Ruhe und Ordnung zu sorgen. Das Land kam unter UN-Verwaltung. Am 17. November 1999 übernahm der Brasilianer Sérgio Vieira de Mello, der zwischen 1999 und 2002 auch die UNTAET leitete und das Land in seine Unabhängigkeit von Indonesien führte. Nachfolger Mellos für die UNMISET war zwischen 2002 und 2004 der Inder Kamalesh Sharma.
Unter dem Japaner Sukehiro Hasegawa (2004 bis 2006) sollte die UN-Mission (nun UNOTIL) im Land beendet werden, doch dann brachen innere Unruhen aus. Die UNOTIL wurde in die UNMIT umgewandelt. Ende 2006 übernahm der Inder Atul Khare das Amt des UN-Sonderbeauftragten, der es bis Ende 2009 führte. Ihm folgte als erste Frau die aus Bangladesch stammende Ameerah Haq. Im Juni 2012 übernahm schließlich der Däne Finn Reske-Nielsen. Die UN-Mission in Osttimor endete am 31. Dezember 2013.